# Похила вежа в Зуургузені
Похила вежа в Зуургузені (нім. Schiefer Turm von Suurhusen) — це пізньосередньовічна дзвіниця у Зуургузені, селі в Східнофризькому регіоні на північному заході Німеччини. За даними Книги рекордів Гіннеса вона була найбільш похилою вежею у світі, хоча в 2010 році вежа Столичних воріт в Абу-Дабі перебрала цей рекорд. Дзвіниця в Зуургузені залишається найбільш похилою вежею, яка набула нахилу ненавмисне, обходячи всесвітньо відому Пізанську вежу на 1,22°.

## Історія
Представниця цегляної готики, церква в Зуургузені нагадує старовинні церкви-фортеці. Спочатку вона мала 32 метри в довжину і 9,35 метра в ширину. У 1450 році церкву вкоротили приблизно на чверть, а в звільненому просторі побудували вежу. Ця вежа нахиляється під кутом 5,19°, порівняно з 3,97° для Пізанської вежі після її стабілізації.
За даними місцевого історика Т'яббо вас Лессена, церква побудована у середньовіччі на болотистій землі на фундаменті з дубових стовбурів, які збереглися завдяки підземним водам. Коли землю осушили в 19 столітті, дерево згнило, змушуючи вежу нахилитися. Дзвіницю було закрита для відвідування у 1975 році з міркувань безпеки, і знову відкрито через 10 років, після того, як її закріпили.

## Дані
- Площа: 121 м², 11×11 м
- Висота: 27,37 м
- Звіс: 2,47 м
- Фундамент: цегляна кладка 2 м завтовшки, зведена на дубових палях
- Загальна вага: 2116 т

## Галерея

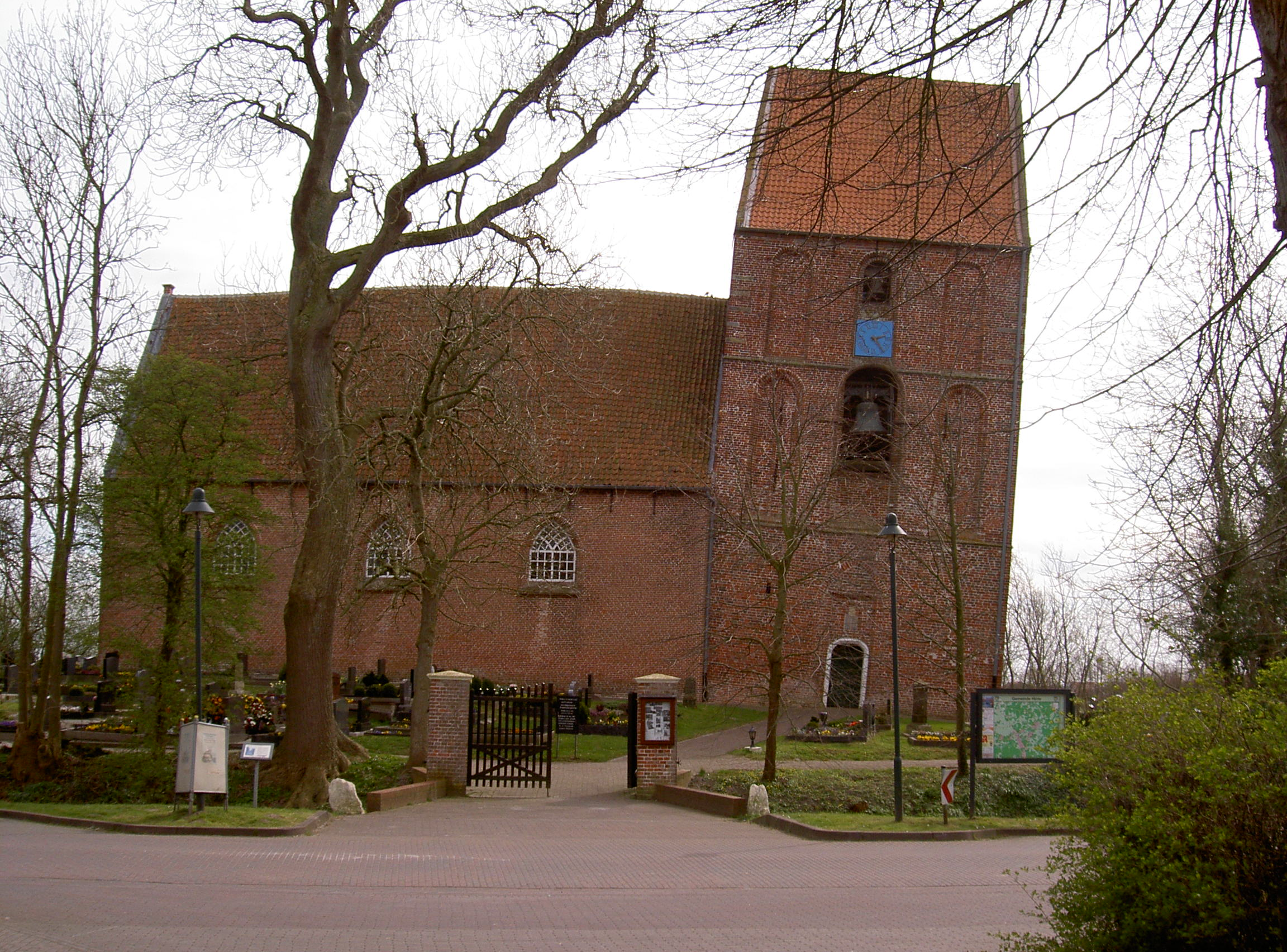
Вид збоку
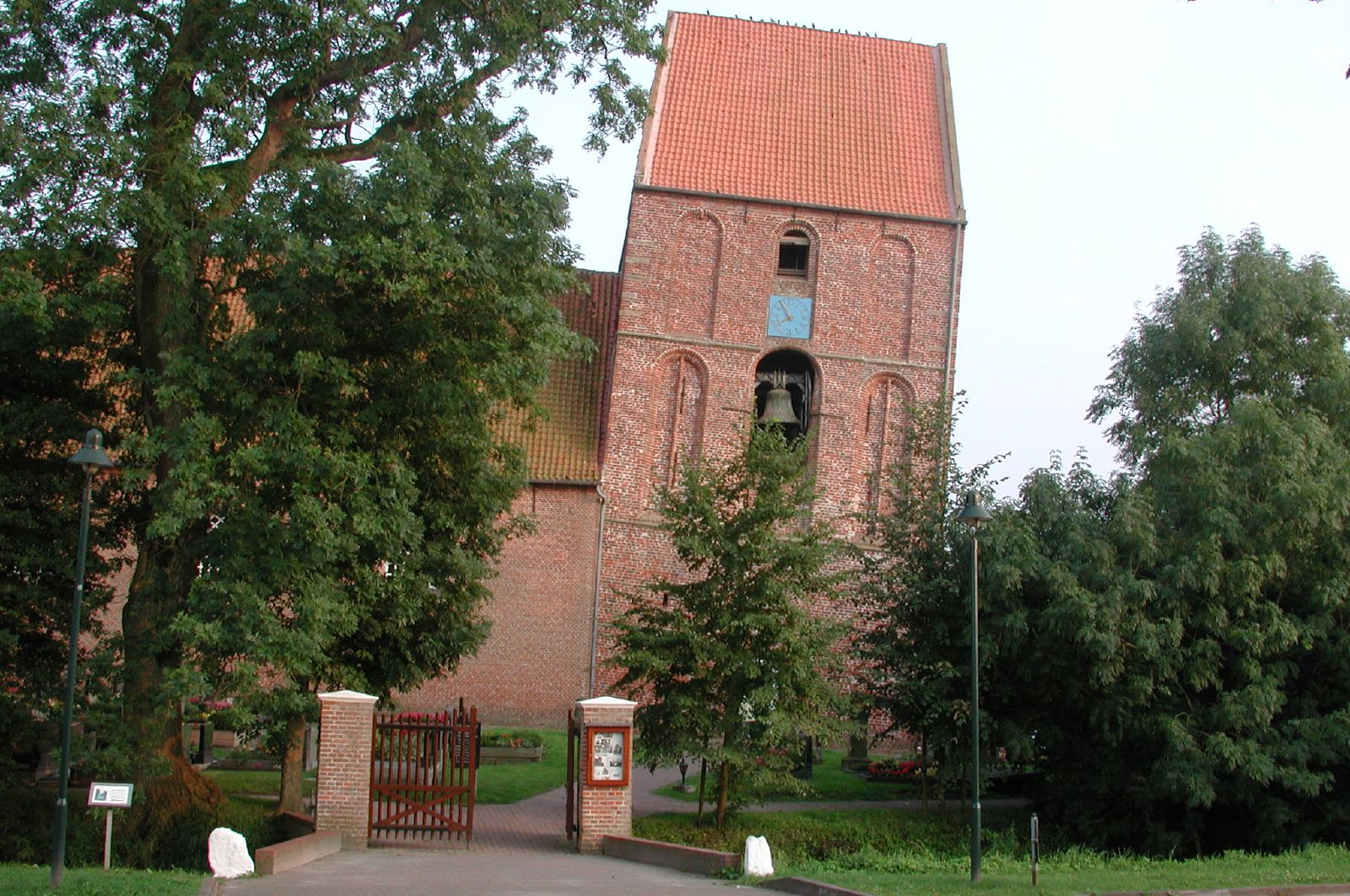
Вид збоку
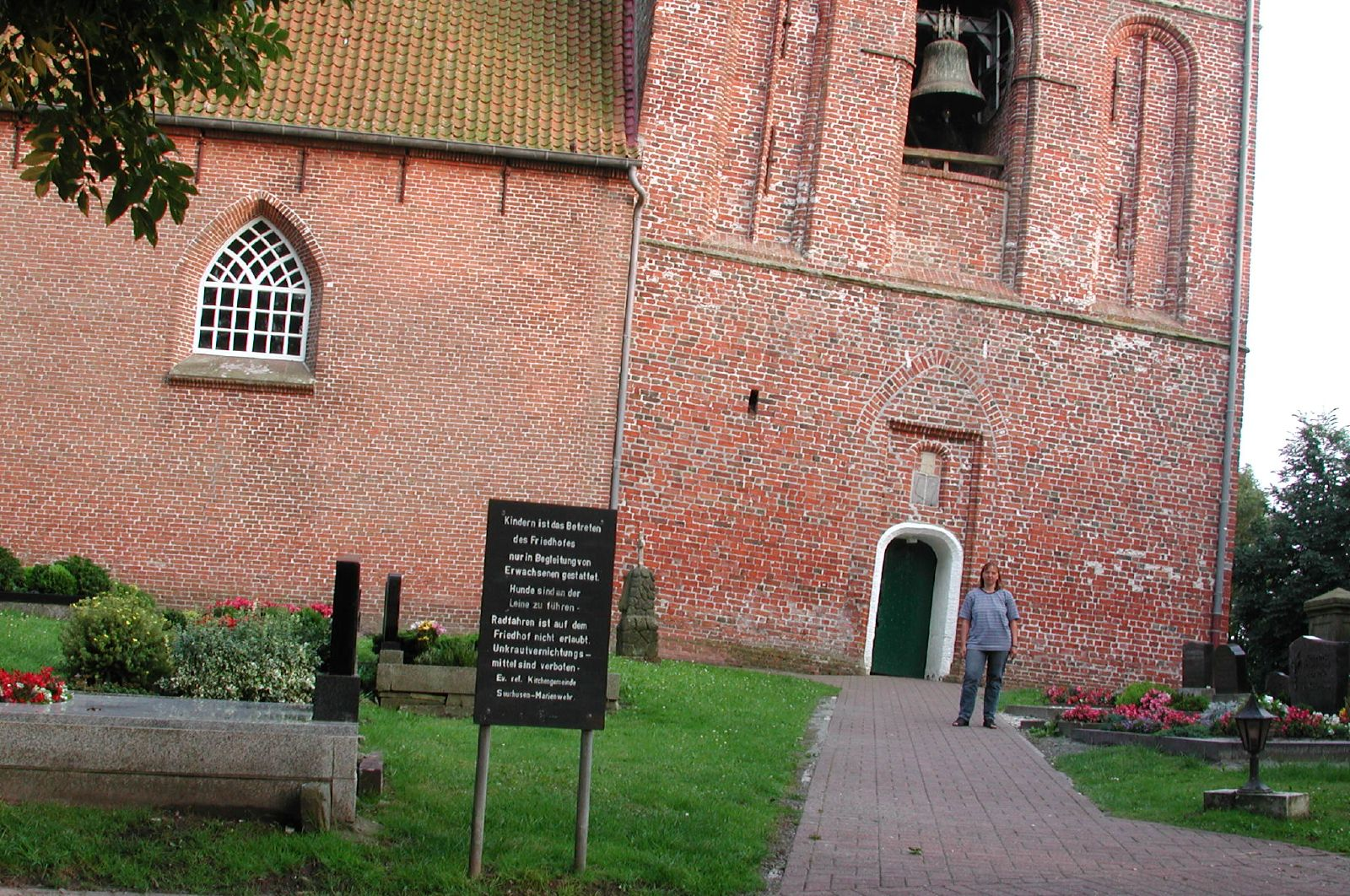
Вхід в башту
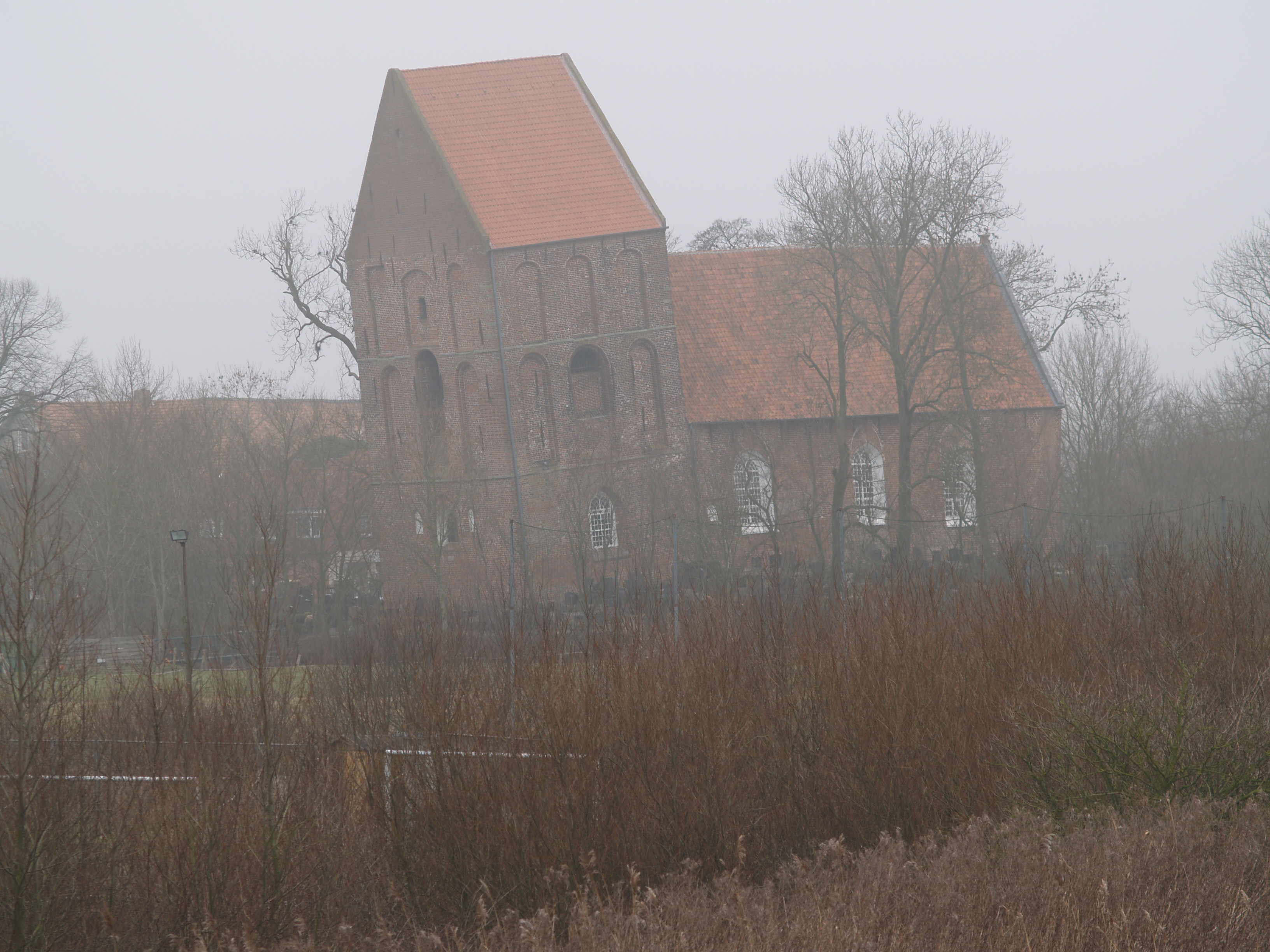
Вигляд зі сходу
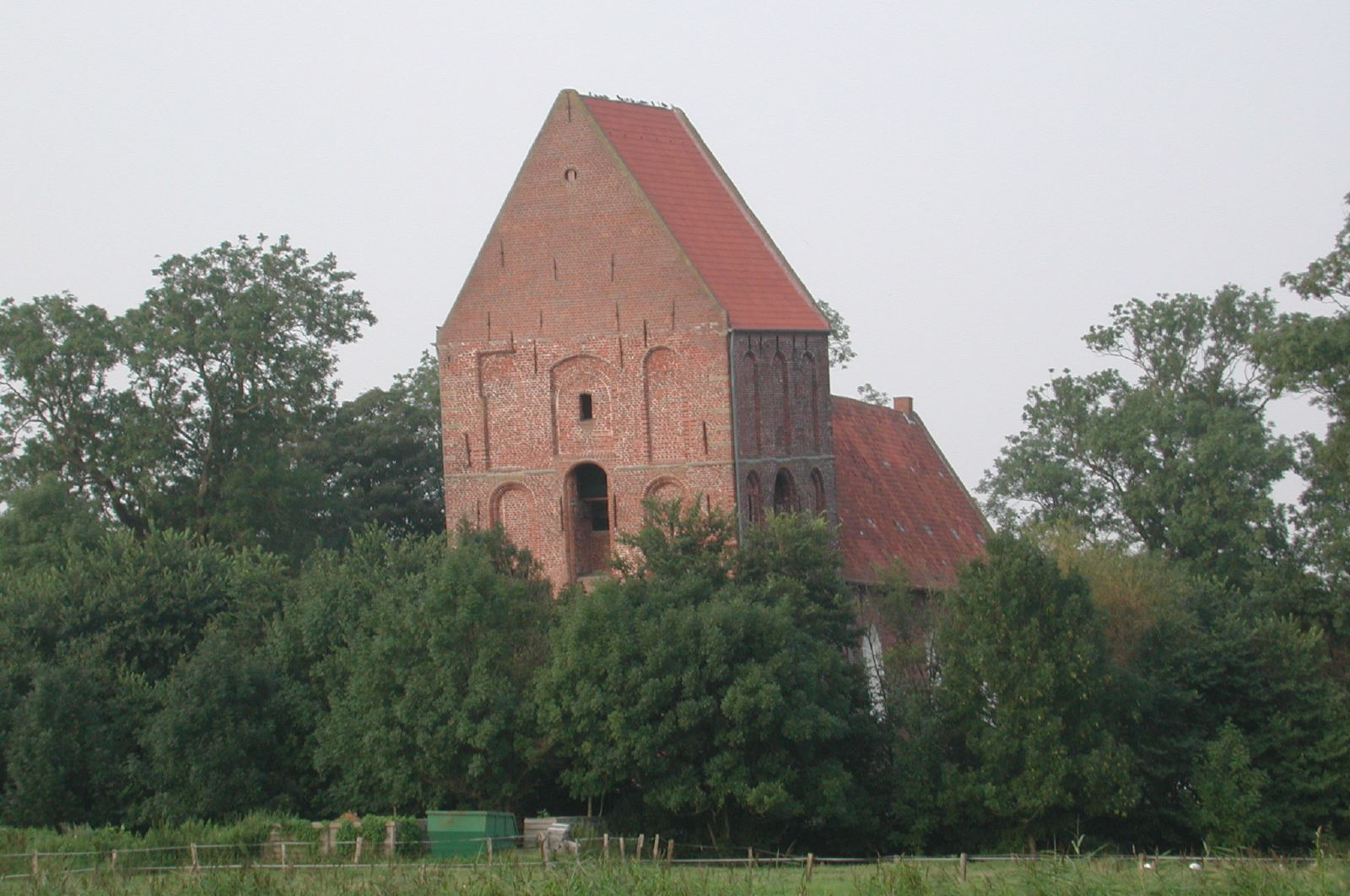
Вигляд зі сходу
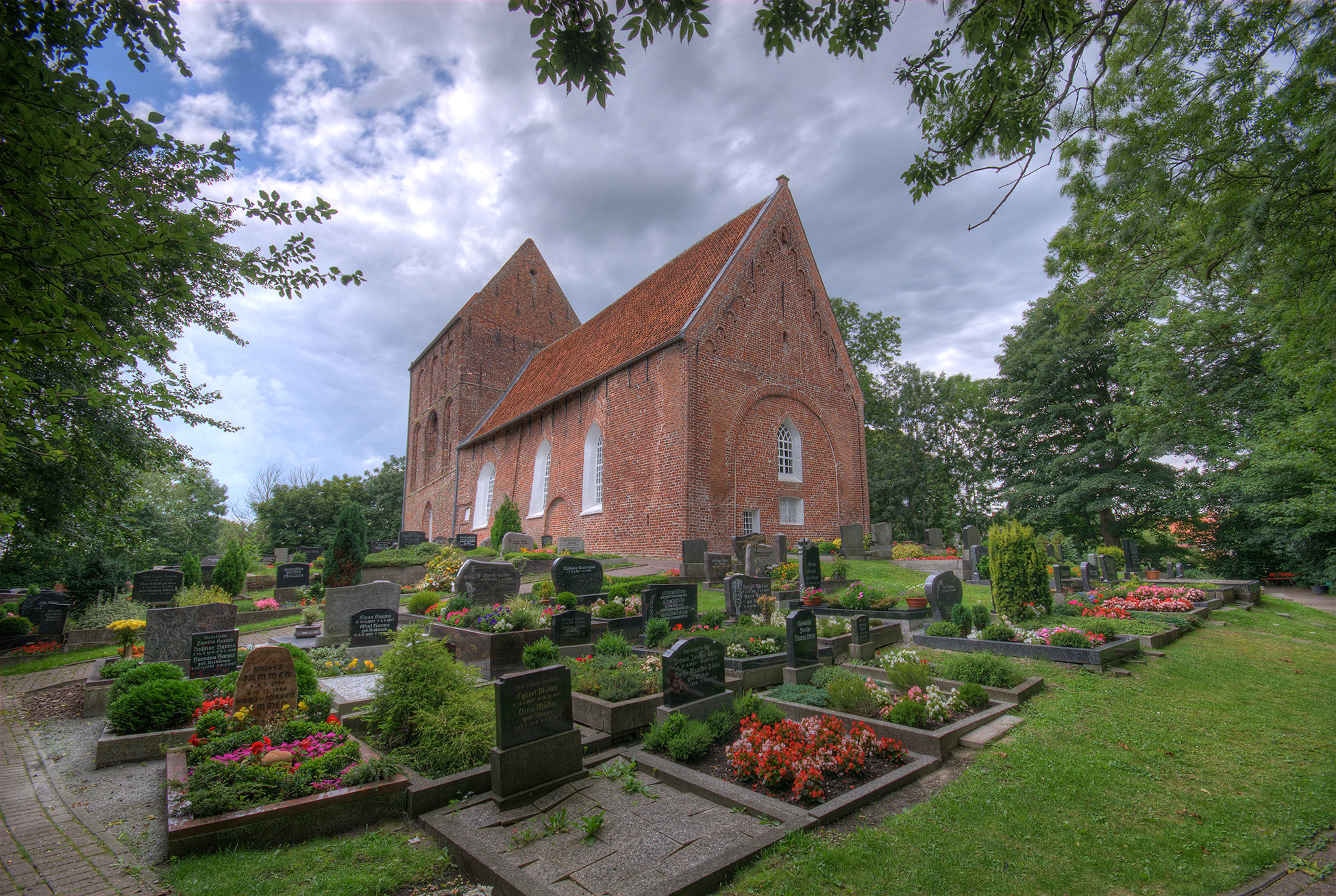
Вигляд ззаду, від кладовища